# Уравнение ренормгруппы
Уравнение ренормгруппы (уравнение Каллана — Симанчика, уравнение Овсянникова — Каллана — Симанчика) — дифференциальное уравнение для корреляционных функций (пропагаторов), показывающее их независимость от масштаба рассмотрения. Оно имеет место, например, при рассмотрении динамики системы вблизи критической точки.

## Вид уравнения
Уравнение имеет вид:
{\displaystyle ({\mathcal {D}}_{P\Gamma }+\gamma _{W}(g))W=0}
{\displaystyle {\mathcal {D}}_{P\Gamma }=\mu {\partial  \over \partial \mu }+\beta (g){\partial  \over \partial g}-\sum _{i}\gamma _{i}(g)e_{i}{\partial  \over \partial e_{i}}}
где
- {\displaystyle W} — корреляционная функция,
- {\displaystyle g} — заряд (константа связи),
- {\displaystyle \mu } — вспомогательный размерный параметр, называемый ренормировочной массой,
- {\displaystyle e_{i}} — прочие параметры, характеризующие отклонение от критической точки,
- {\displaystyle {\mathcal {D}}_{P\Gamma }} для всех одинаков,
- коэффициент при {\displaystyle {\partial  \over \partial g}} — {\displaystyle \beta }-функция, {\displaystyle \beta (g)=\mu {\partial g \over \partial \mu }},
- {\displaystyle \gamma _{i}} — аномальные размерности,
- {\displaystyle \gamma _{W}} — аномальная размерность функции {\displaystyle W}.

В общем случае уравнение может быть расширено на любые ренорминвариантные величины — те величины, которые зависят только от затравочных параметров {\displaystyle e_{i}}. Такими величинами, например, являются функции Грина и различные функционалы над ней (производящий функционал связных функций Грина {\displaystyle W}, производящий функционал 1-неприводимых функций Грина {\displaystyle \Gamma }).
Соотношения, связывающие ренормированные и неренормированные производящие функционалы:
- полных функций Грина {\displaystyle G_{R}(A)=G(Z_{\varphi }^{-1}A)}, где {\displaystyle G(A)=\langle \exp(A\varphi )\rangle _{\varphi }};
- связных функций Грина {\displaystyle W_{R}(A)=W(Z_{\varphi }^{-1}A)}, где {\displaystyle W=\ln(G(A))}.
- 1-неприводимых функций Грина {\displaystyle \Gamma _{R}(\alpha )=\Gamma (Z_{\varphi }\alpha )}, где {\displaystyle \Gamma (\alpha )=W(A(\alpha ))-A\cdot \alpha ,\alpha ={\delta W \over \delta A}}.

Тогда уравнение запишется в виде:
- Для ренормированной связной функции {\displaystyle W_{R}(A)}:
{\displaystyle ({\mathcal {D}}_{P\Gamma }+\gamma _{\varphi }{\mathcal {D}}_{A})W_{R}(A;e,\mu )=0}, где {\displaystyle {\mathcal {D}}_{A}=\int dxA(x){\delta  \over \delta A(x)}},

- Для ренормированной 1-неприводимой функции {\displaystyle \Gamma _{R}(\alpha )}:
{\displaystyle ({\mathcal {D}}_{P\Gamma }-\gamma _{\varphi }{\mathcal {D}}_{A})\Gamma _{R}(\alpha ;e,\mu )=0}, где {\displaystyle {\mathcal {D}}_{A}=\int dx\alpha (x){\delta  \over \delta \alpha (x)}}

В обоих уравнениях {\displaystyle \gamma _{\varphi }={\mathcal {D}}_{P\Gamma }\ln(Z_{\varphi })}. Коэффициенты при производных в операторе {\displaystyle {\mathcal {D}}_{P\Gamma }} и величину {\displaystyle \gamma _{\varphi }} называют РГ-функциями.

## Физический смысл
При рассмотрении систем многих частиц, например, в квантовой теории поля или в теории критического поведения и стохастической динамике, часто оказывается, что функциональный интеграл, описывающий усреднение некоторой величины по различным конфигурациям системы, расходится. Тем не менее, оказывается возможным получить различную информацию о системе при помощи различных методов регуляризации и ренормировки. Одним из широко распространенных методов является мультипликативная ренормировка. Суть этого метода в том, что функции Грина являются обобщенно-однородными функциями параметров модели. Уже из этого свойства функций Грина можно многое сказать об их поведении вблизи критических точек, например, о критических показателях, если речь идет о критическом поведении систем многих частиц, или о том, как изменяется константа связи модели при изменении энергии взаимодействия частиц, если речь идет о квантовой электродинамике. При этом, уравнение ренормгруппы позволяет перейти от прямого анализа функций Грина модели непосредственно к анализу параметров и наблюдаемых величин.

## Вывод уравнения
Вывод уравнения ренормгруппы основан на свойстве обобщенной однородности и гипотезе подобия.
Обозначим через {\displaystyle \phi _{0}} и {\displaystyle \phi } затравочное и перенормированное поля соответственно. Тогда парный коррелятор неперенормированных полей задается как {\displaystyle W_{0}=\langle \phi _{0}(x_{1})\phi _{0}(x_{2})\rangle }, а перенормированных: {\displaystyle W=\langle \phi (x_{1})\phi (x_{2})\rangle }. Согласно определению обобщенно-однородной (лямбда-однородной) функции {\displaystyle Z^{n/2}W(x_{1},x_{2},\mu ,g(\mu ),\{e_{i}(\mu )\})=W_{0}(x_{1},x_{2}),\{e_{i}(\mu )\}-} набор наблюдаемых параметров системы. Теперь изменим немного параметры системы, но оставим неизменными импульс обрезания и затравочные константы. Очевидно, что при этом неперенормированные функции Грина не изменятся, так как они зависят только от импульса обрезания и затравочных констант. Поэтому полная производная по параметру \mu от обеих частей равна 0. Координаты частиц явно не зависят от масштаба {\displaystyle \mu }. Следовательно, имеем:
{\displaystyle ({\mathcal {D}}_{P\Gamma }+\gamma _{W}(g))W=0,{\mathcal {D}}_{P\Gamma }=\mu {\partial  \over \partial \mu }+\beta (g){\partial  \over \partial g}-\sum _{i}\gamma _{i}(g)e_{i}{\partial  \over \partial e_{i}}}

## Примечание
В некоторых источниках под уравнением ренормгруппы понимается не вышеописанное уравнение, а одно из его следствий:
{\displaystyle {\partial g \over \partial \ln(\mu )}=\psi (g)=\beta (g)}.
И та, и другая форма уравнения ренормгруппы имеет как свои плюсы, так и минусы. К плюсам этой формы записи относится явный вид зависимости константы связи от масштаба энергии, к минусам — не очевидно, как выглядят аномальные размерности модели. Тем не менее, этот вид уравнения сыграл значительную роль в становлении квантовой электродинамики и теоретическом обосновании сильного взаимодействия.